# 데시데리우스
데시데리우스(라틴어: Desiderius: ??-786년)는 랑고바르드 왕국의 마지막 왕이다. 프랑크인의 왕 카롤루스 1세 마그누스와 동시대 인물이었으며, 한때 그의 장인이었고 그에게 왕위를 정복당했다.
오늘날의 브레시아 출신으로, 데시데리우스는 원래 "랑고바르드인의 공작 겸 무관장(라틴어: dux Langobardorum et comes stabuli)"으로, 동시대 프랑크인의 프랑크인의 공작, 궁재와 비슷한 위치였다. 아이스툴푸스 왕이 데시데리우스를 이스트라와 토스카나의 공작으로 임명했고, 756년 아이스툴푸스가 죽자 데시데리우스가 왕이 되었다. 아이스툴푸스의 전임 왕이었던 라트키스가 왕위를 되찾으려고 몬테카시노에서 반란했으나 데시데리우스는 교황 스테파노 2세의 지지를 등에 업고 금방 반란을 진압했다. 데시데리우스는 교황이 자신의 왕위를 지지해주는 대가로 교황청이 그간 잃었던 읍락들을 반환하겠다고 대관식에서 약속했다.
그 전의 랑고바르드인 왕들이 그랬듯이 데시데리우스도 이탈리아반도 전체에 랑고바르드인의 권역을 넓히려 했고 그 과정에서 교황청 및 남부의 공국들과 충돌했다. 759sus 데시데리우스가 아들 아델키스를 공동왕으로 올린 그 해 베네벤토 공국, 스폴레토 공국이 교황 스테파노 3세와 짜고 랑고바르드 왕국에서 이탈하여 프랑크의 왕 피피누스 3세 브레비스에게 가담했다. 데시데리우스는 베네벤토의 반란을 쳐부쉈다. 767년 교황 바오로 1세가 죽었을 때 데시데리우스는 성 비투스 수도원에서 필리프라는 사제를 데려다 768년 7월 31일 교황으로 세우기도 했다. 하지만 이 대립교황 필리프는 아무의 지지를 받지 못했고, 수도원으로 낙향한 뒤 행적을 알 수 없다.
768년, 데시데리우스의 딸 데시데라타와 피피누스 3세의 아들 카롤루스 1세 사이에 혼담이 오갔다. 하지만 스테파노 3세는 이 결혼을 반대했고 데시데리우스는 스테파노 2세와 맺었던 영토 반환 약속을 파기했다. 770년 데시데라타는 카롤루스와 결혼했으나 결국 1년만에 소박을 맞았다. 같은 해, 카롤루스의 동생 카를로마누스가 죽고 그 미망인 게르베르가가 데시데리우스에게 의탁해 왔다. 데시데리우스는 아마 데시데라타의 이혼에 대한 보복으로 게르베르가의 아들들이 프랑크인의 왕위의 정당한 계승자라고 주장했다. 그리고 카롤루스와 짜고 랑고바르드를 대적하려 하던 교황 아드리아노 1세를 공격하고 펜타폴리스를 침공했다.
카롤루스는 773년 알프스산맥을 넘어 침공해왔고, 랑고바르드인들은 모르타라에서 크게 패한 뒤 수도 티키눔(오늘날의 파비아)까지 몰리게 되었다. 아델키스가 베로나에서 군대를 모집했으나, 카롤루스가 진군해 오자 아델키스는 아드리아해를 건너 동로마 제국으로 도망가 버렸다. 티키눔 공성전은 774년 6월까지 계속되었다. 데시데리우스는 병사들과 신하들의 목숨을 보존해줄 것을 대가로 성문을 열고 항복했다. 데시데리우스는 코르비 수도원으로 은거하여 거기서 죽었다. 데시데리우스의 아들 아델키스는 이후 왕위를 되찾기 위해 카롤루스에게 음모하는 것으로 여생을 보냈다.